# Valichi di confine tra l'Italia e la Slovenia
Questa è una lista dei valichi stradali di confine tra Italia e Slovenia suddivisa per comuni.

## Friuli-Venezia Giulia

### Udine
| Nome del valico                   | Comune italiano                | Comune sloveno             | M s.l.m. | Infrastruttura | Coordinate                  |
| --------------------------------- | ------------------------------ | -------------------------- | -------- | -------------- | --------------------------- |
| Valico di Fusine                  | Tarvisio (Fusine in Valromana) | Kranjska Gora              | 850      | - N 202        | 46.497124°N 13.703742°E     |
| Passo del Predil                  | Tarvisio (Cave del Predil)     | Plezzo (Predil)            | 1156     | - N 203        | 46°25′07″N 13°34′41″E       |
| Valico di Uccea                   | Resia (Uccea)                  | Plezzo (Saga)              | 568      | - N 401        | 46°18′19.46″N 13°25′02.04″E |
| Valico di Ponte Vittorio Emanuele | Taipana (Platischis)           | Caporetto (Bergogna)       | 421      | - Staro Stelo  | 46°14′37.37″N 13°24′20.2″E  |
| Valico di Robedischis             | Faedis (Canebola)              | Caporetto (Robedischis)    | 635      | - Borjana      | 46°12′40.7″N 13°24′45.69″E  |
| Valico di Stupizza                | Pulfero (Stupizza)             | Caporetto (Robis)          | 237      | - N 102        | 46°13′02.66″N 13°29′51.02″E |
| Valico di Polava                  | Savogna (Cepletischis)         | Caporetto (Luico)          | 585      | - N 903        | 46°11′23.12″N 13°35′12.14″E |
| Valico di Drenchia                | Drenchia (Sella Solarie)       | Caporetto (Raune di Luico) | 954      | - N 605        | 46°10′47.83″N 13°39′45.39″E |
| Valico di Molino Vecchio          | Prepotto (Podresca)            | Canale d'Isonzo (Ukanje)   | 870      | - N 606        | 46.099335°N 13.582633°E     |
| Valico di Ponte Miscecco          | Prepotto (Ponte Miscecco)      | Canale d'Isonzo (Lig)      | 768      | - N 606        | 46.083314°N 13.543416°E     |

### Gorizia
| Nome del valico                | Comune italiano                           | Comune sloveno                      | M s.l.m. | Infrastruttura                                    | Coordinate                  |
| ------------------------------ | ----------------------------------------- | ----------------------------------- | -------- | ------------------------------------------------- | --------------------------- |
| Valico di Mernico              | Dolegna del Collio (Mernico)              | Collio (Breg di Collobrida)         | 108      | - N 606                                           | 46°03′03.74″N 13°29′49.82″E |
| Valico di Vencò                | Dolegna del Collio (Vencò)                | Collio (Neblo)                      | 72       | - N 402                                           | 46°00′15.52″N 13°28′41.41″E |
| Valico di Scriò                | Dolegna del Collio (Scriò)                | Collio (Barbana)                    | 117      | - Barbana                                         | 45°59′51.31″N 13°29′12.72″E |
| Valico di Plessiva             | Cormons (Plessiva)                        | Collio (Plessiva di Medana)         | 114      | - Plesivo                                         | 45°58′54.14″N 13°30′01.46″E |
| Valico di Castelletto Zeglo    | Cormons (Zegla)                           | Collio (Castelletto Zeglo)          | 93       | - Ceglo                                           | 45°58′30.87″N 13°31′03.89″E |
| Valico di Castelletto Versa    | San Floriano del Collio (Via Commerciale) | Collio (Vipulzano)                  | 57       | - Dolnje Cerovo                                   | 45°57′53.7″N 13°32′32.42″E  |
| Valico di Uclanzi              | San Floriano del Collio (Valerisce)       | Collio (Cerò di Sopra)              | 76       | Loc. Uclanzi - Golnje Cernovo                     | 45°58′03.68″N 13°34′06.88″E |
| Valico di San Floriano         | San Floriano del Collio                   | Collio (Colmo)                      | 237      | - Hum                                             | 45°59′09.34″N 13°35′00.44″E |
| Valico di Poggio San Valentino | San Floriano del Collio (Conigo)          | Collio (Poggio San Valentino)       | 80       | Conigo - Podsabotin                               | 45°59′00.51″N 13°37′02.01″E |
| Valico di Salcano II           | Gorizia (Via degli Scogli)                | Salcano                             | 89       | Via degli Scogli - Velika Pot                     | 45°58′05.89″N 13°38′17.08″E |
| Valico di Salcano I            | Gorizia (Via del Monte Santo)             | Salcano                             | 89       | Via del Monte Santo - Cesta IX Korpusa            | 45°57′41.84″N 13°38′11.98″E |
| Piazza della Transalpina       | Gorizia                                   | Nova Gorica                         | 85       | Piazza della Transalpina - Trg Europe             | 45°57′19.12″N 13°38′05.34″E |
| Valico di San Gabriele         | Gorizia (Via San Gabriele)                | Nova Gorica                         | 84       | Via San Gabriele - Erjavčeva ulica                | 45°57′09″N 13°38′02.13″E    |
| Valico di Rafut                | Gorizia (Via del Rafut)                   | Nova Gorica                         | 84       | Via del Rafut - Kostanjeviška ulica               | 45°56′49.34″N 13°38′01.4″E  |
| Valico di Casa Rossa           | Gorizia                                   | Nova Gorica (Valdirose)             | 83       | Via Bartolomeo d'Alviano - N 444 (Vipavska cesta) | 45°56′30.75″N 13°38′04.43″E |
| Valico di San Pietro           | Gorizia (Via Vittorio Veneto)             | San Pietro                          | 77       | Via Vittorio Veneto - Goriška ulica               | 45°55′58.79″N 13°38′03.61″E |
|                                | Gorizia                                   | Vertoiba                            | 70       | Ferrovia Gorizia-Aidussina                        | 45°55′23.67″N 13°37′36.72″E |
| Valico di Sant'Andrea          | Gorizia                                   | Vertoiba                            | 70       | -                                                 | 45°55′09.43″N 13°37′17.81″E |
| Valico di Merna                | Savogna d'Isonzo (Rupa)                   | Merna-Castagnevizza (Merna)         | 54       | - N 614                                           | 45°53′57.41″N 13°36′32.1″E  |
| Valico di Devetachi            | Doberdò del Lago (Devetachi)              | Merna-Castagnevizza (Opacchiasella) | 164      | - N 614                                           | 45°52′02.89″N 13°35′04.91″E |
| Valico di Palchisce            | Doberdò del Lago (Palchisce)              | Merna-Castagnevizza (Opacchiasella) | 146      | Valico agricolo                                   | 45°51′16.52″N 13°34′34.82″E |
| Valico di Jamiano              | Doberdò del Lago (Jamiano)                | Comeno (Brestovizza)                | 30       | - N 616                                           | 45°48′53.99″N 13°35′47.84″E |

### Trieste
| Nome del valico           | Comune italiano                                 | Comune sloveno               | M s.l.m. | Infrastruttura             | Coordinate                  |
| ------------------------- | ----------------------------------------------- | ---------------------------- | -------- | -------------------------- | --------------------------- |
| Valico di Malchina        | Duino-Aurisina (Malchina)                       | Comeno (Goriano)             | 195      | Valico agricolo            | 45.794194°N 13.67924°E      |
| Valico di San Pelagio     | Duino-Aurisina (Precenico)                      | Comeno (Goriano)             | 181      | - N 617                    | 45°46′44.47″N 13°42′03.88″E |
| Valico di Monrupino       | Monrupino (Col)                                 | Sesana (Dol pri Vogljah)     | 311      | Ferrovia Jesenice-Trieste  | 45°43′23.72″N 13°48′39.22″E |
| Valico di Monrupino       | Monrupino (Col)                                 | Sesana (Dol pri Vogljah)     | 333      | - N 619                    | 45°43′17.11″N 13°48′51.23″E |
| Valico di Vogliano        | Monrupino (Col)                                 | Sesana (Vogliano)            | 341      | Valico agricolo            | 45°43′43.33″N 13°48′20.25″E |
| Valico di Fernetti        | Monrupino (Fernetti)                            | Sesana                       | 335      | -                          | 45°42′00.75″N 13°50′07.51″E |
| Valico di Sesana          | Monrupino (Fernetti)                            | Sesana (Orle)                | 345      | Ferrovia Meridionale       | 45°41′15.59″N 13°50′00.66″E |
| Valico di Orle            | Monrupino (Fernetti)                            | Sesana (Orle)                | 345      | Valico agricolo            | 45°41′14.3″N 13°50′00.66″E  |
| Valico di Gropada         | Trieste (Gropada)                               | Sesana (Lipizza)             | 420      | Valico agricolo            | 45°39′57.12″N 13°51′27.84″E |
| Valico di Basovizza       | Trieste (Basovizza)                             | Sesana (Lipizza)             | 388      | - Lipica                   | 45°39′32.44″N 13°52′03.68″E |
| Valico di Basovizza       | Trieste (Basovizza)                             | Sesana (Lipizza)             | 404      | - N 205                    | 45°39′07.78″N 13°52′45.53″E |
| Valico di Grozzana Grizca | San Dorligo della Valle (Grozzana)              | Sesana (Prelose di Corgnale) | 595      | Valico agricolo            | 45°38′22.31″N 13°54′29.15″E |
| Valico di Grozzana Loze   | San Dorligo della Valle (Grozzana)              | Erpelle-Cosina (Loce Grande) | 579      | Valico agricolo            | 45°38′00.82″N 13°55′07.51″E |
| Valico di Pesek           | San Dorligo della Valle (Pesek)                 | Erpelle-Cosina (Chervari)    | 473      | - N 7                      | 45°37′23.18″N 13°54′09.42″E |
|                           | San Dorligo della Valle (Draga)                 | Erpelle-Cosina (Micheli)     | 370      | Ferrovia Trieste-Erpelle   | 45°37′15.74″N 13°53′52.04″E |
| Valico di Draga Sant'Elia | San Dorligo della Valle (Draga)                 | Erpelle-Cosina (Micheli)     | 319      | Valico agricolo            | 45°37′10.95″N 13°53′37.49″E |
| Valico di Bottazzo        | San Dorligo della Valle (Bottazzo)              | Erpelle-Cosina (Micheli)     | 193      | Valico agricolo            | 45°36′53.15″N 13°53′02.95″E |
| Valico di Prebenico       | San Dorligo della Valle (Prebenico)             | Capodistria (San Servolo)    | 282      | - Socerb                   | 45°35′27.99″N 13°51′11.59″E |
| Valico di Caresana        | San Dorligo della Valle (Crociata di Prebenico) | Capodistria (Ospo)           | 15       | - N 627                    | 45°34′55.56″N 13°50′19.22″E |
| Valico di Noghere         | Muggia (Belpoggio)                              | Capodistria (Plavia)         | 15       | via Noghere - Plavija      | 45°34′53.98″N 13°48′11.35″E |
| Valico di Rabuiese        | Muggia (Rabuiese)                               | Capodistria (Scoffie)        | 33       | -                          | 45°34′56.15″N 13°47′50.53″E |
| Valico di Santa Barbara   | Muggia (Santa Barbara)                          | Capodistria (Premanzano)     | 175      | - Premančan                | 45°35′08.35″N 13°46′36.77″E |
| Valico di Cerei           | Muggia (Santa Barbara)                          | Capodistria (Cerei)          | 55       | Via dei Mulini - Premančan | 45°35′26.34″N 13°45′53.13″E |
| Valico di Cerei           | Muggia (Santa Barbara)                          | Capodistria (Cerei)          | 87       | Via dei Crevatini - Cerej  | 45°35′34.03″N 13°45′33.68″E |
| Valico di Chiampore       | Muggia (Chiampore)                              | Capodistria (Colombano)      | 177      | - Kolomban                 | 45°35′50.76″N 13°44′37.71″E |
| Valico di San Bartolomeo  | Muggia (San Bartolomeo)                         | Ancarano (Lazzaretto)        | 5        | - N 406                    | 45°35′40.67″N 13°43′26.91″E |